# Toyota Carina ED
Der Carina ED (japanisch: カリーナED) ist eine ehemalige Modellreihe des japanischen Automobilherstellers Toyota. Ab 1985 ergänzte die Modellreihe, die durch den Abstieg in die Mittelklasse der Corona-Baureihe entstandene Lücke. Schwestermodelle des Carina ED sind der Celica und der Corona EXiV. Das Buchstabenkürzel entstand aus der inoffiziellen und vollständigen Namensgebung Exciting Dressy.

## Modellübersicht

### Erste Generation
1985 legte Toyota den Carina ED auf um die entstandene Lücke in der Mittelklasse zu schließen. Das Design des Modells wurde von Studenten des Institute of Technology an der Universität Nagoya entwickelt. Das Tetsu Kimura Design wurde 1986 mit einer besonderen Auszeichnung an den Designmanager, sowie dem Direktor der Universität Nagoya, vom damals amtierenden Tennō ausgezeichnet.
Ursprüngliche Motorenauswahl:
- 1S-ILU mit einem Hubraum von etwa 1800 cm³
- 1S-ELU mit einem Hubraum von etwa 1800 cm³
- 3S-GELU mit einem Hubraum von 1998 cm³ und einer Leistung von 160 PS 1

Im August 1987 wurde der 1S-ELU gegen den neueren 3S-FELU ausgetauscht. Von nun an waren Nebelscheinwerfer im vorderen Stoßfänger eine Standardausstattung.
Der 1S-ILU wurde im Mai 1988 durch den 4S-FI ersetzt. Zur gleichen Zeit wurde der Modellserie der カリーナED タミヤ製プラモデル 2.0G-Limited Autopista仕様 (in Deutsch: Carina ED Tamiya-Wunder-Version 2.0G-Limited Autopista) als neues Topmodell hinzugefügt.
Im Januar 1989 wurde die Produktion der ST160-Generation eingestellt.

### Zweite Generation
Die zweite Generation des Carina ED kam erst im September 1989 in den Handel. Durch den japanischen Börsencrash hingegen war die finanzielle Situation in Japan fraglich und war recht instabil. So wurde dem Modell ein großer Teil der Ausstattung als optionale Auswahl angeboten.
Motorenauswahl September 1989 bis März 1991:
- 4S-FI mit einem Hubraum von 1838 cm³ und einer Leistung von 105 PS
- 3S-FE mit einem Hubraum von 1998 cm³ und einer Leistung von 125 PS
- 3S-GE mit einem Hubraum von 1998 cm³ und einer Leistung von 165 PS

Motorenauswahl März 1991 bis Oktober 1993:
- 4S-FE mit einem Hubraum von 1838 cm³ und einer Leistung von 115 PS
- 3S-FE mit einem Hubraum von 1998 cm³ und einer Leistung von 140 PS
- 3S-GE mit einem Hubraum von 1998 cm³ und einer Leistung von 165 PS

### Dritte Generation
Im Oktober 1993 wurde die dritte Generation des Carina ED aufgelegt. Da die Beliebtheit von anspruchsvollem Design in Japan stieg, wurde das Modell entsprechend wie seine Vorgänger entsprechend gestaltet. Doch hat das Modell durch die noch durch den Börsencrash anhaltenden Auswirkungen zu kämpfen. Trotzdem gab Toyota der Modellserie mit der ST200-Generation eine letzte Chance. Wie dessen Vorgänger blieb der Carina ED ein Fronttriebler.
Motorenauswahl Oktober 1993 bis Mai 1994:
- 4S-FE mit einem Hubraum von 1838 cm³ und einer Leistung von 125 PS
- 3S-FE mit einem Hubraum von 1998 cm³ und einer Leistung von 140 PS
- 3S-GE mit einem Hubraum von 1998 cm³ und einer Leistung von 180 PS

Im Mai 1994 wurde die Modellserie Carina ED zu einem Allradmodell umgebaut. Auch das manuelle Getriebe wurde nun gegen eine 4-Gang-Automatik ausgetauscht. Des Weiteren wurde das neue Topmodell etabliert, den Carina ED GT-FOUR. Gleichzeitig strich Toyota die Motoren 3S-FE und 4S-FE aus dem Programm, sodass die Carina-ED-Fahrzeuge nur noch mit 175 PS erhältlich waren.
Weitere Änderungen unternahm das Unternehmen im September 1995. Dabei wurden die vorderen Stoßfänger und das Modellogo abgeändert. Der Fahrerairbag war nun eine Standardausstattung. Die Klimaautomatik hingegen wurde gegen eine manuelle Heizung ausgetauscht und war auch gegen Aufpreis nicht mehr einbaubar.
Ein weiterer Börsencrash brachte in Japan erneut die finanzielle Lage vieler Unternehmen in Schwierigkeiten. Privatpersonen hielten sich daraufhin mit Einkäufen sehr zurück. Dies verschärfte die Lage für den Carina ED noch mehr. Trotz der profitlosen Situation bekam die Modellserie im Juni 1996 seine allerletzte Chance und die letzten Verbesserungen. Nun wurde auch der Beifahrerairbag und ABS eine Serienausstattung. Kostenlos wurde des Weiteren auch das SC-Paket (Sportpaket) angeboten.
Nach 13 Jahren wurde im April 1998 die Modellserie unbefristet ausgesetzt.